# Castell o torre de la Torre d'en Besora
El Castell o Torre de La Torre d'en Besora, a la comarca de l'Alt Maestrat, és un conjunt de ruïnes catalogades com Bé d'interés cultural, amb la categoria de Monument per declaració genèrica, amb codiː 12.02.119.001.
Les restes de l'antic castell i de les muralles es troben en el nucli poblacional de la Torre d'en Besora.

## Història
El començament del nucli poblacional que coneixem avui dia com a la Torre d'en Besora va ser una alqueria àrab (malgrat que recerques arqueològiques posteriors ve a considerar que pogués haver-hi hagut a la zona un assentament iber anterior), que disposava d'una torre defensiva, com era usual en aquella època. Aquest assentament era conegut en aquell moment com “Vinrabino”. Quan es produeix la reconquesta d'aquestes terres per les tropes de Jaume I d'Aragó, l'assentament va començar a cridar-se “Torre de Vinrabí”, entrant a formar pari de la Tinença de Culla i sent senyoriu de Balasc d'Alagó, de Guillem d'Anglesola i de Raimon de Besora. Mentre va estar en mans de Raimon de Besora se li va atorgar la carta de poblament (5 de gener de 1274).
En quedar-se a viure en el lloc, Raimon de Besora va decidir reedificar, en part, la torre de l'antiga alqueria musulmana, així com construir-se una casa senyorial fortificada sobre aquesta torre. És a partir d'aquest moment quan al nucli poblacional se li comença a conèixer com a “la Torre d'en Besora”, que es va castellanitzar com a “Torre de Embesora”, i que venia a significar “Torre del senyor Besora”.
Amb el temps la importància estratègica del castell va decaure, la qual cosa va provocar el seu abandó i ruïna, utilitzant-se part dels seus materials per a l'edificació de l'actual església parroquial de Sant Bertomeu, del segle xviii, que es va construir sobre un primitiu temple, del segle xv.